# José María Mathé Aragua
José María Mathé Aragua (26 de septiembre de 1800 en San Sebastián - 28 de enero de 1875 en Madrid) fue un ingeniero militar español, autor del proyecto de la red telegráfica española. Entre 1856 y 1864 fue director general de Telégrafos en el Ministerio de la Gobernación.
Fue padre del escritor Felipe Mathé.

## Carrera profesional
José María Mathé Aragua nació el 26 de septiembre de 1800 en San Sebastián. Casado con Felipa de Jado Cagigal, hija del general Felipe de Jado Cagigal, fueron padres del militar y escritor Felipe Mathé.
En su juventud ingresó en el Cuerpo de Ingenieros del Ejército. En 1845 y siendo miembro del Cuerpo del Estado Mayor fue elegido para levantar la Carta general de España, siendo aprobado el mismo año su proyecto de línea de telégrafo óptico.
El proyecto preveía la construcción de múltiples líneas telegráficas, de las que sólo se construyeron las líneas
- Madrid-Valencia-Barcelona-La Junquera,
- Madrid-Toledo-Ciudad Real-Córdoba-Sevilla-Cádiz,
- Madrid-Valladolid-Burgos-Vitoria-San Sebastián-Irún.

## Enlaces
- Sello dedicado